# Подгорье (Рязанская область)
Подгорье — деревня в Клепиковском районе Рязанской области. Входит в состав Екшурского сельского поселения.

## География
Находится в северной части Рязанской области на расстоянии приблизительно 7 км на юг по прямой от районного центра города Спас-Клепики на правом берегу реки Пра.

## История
На карте 1850 года показана как поселение с 6 дворами. В 1859 году здесь (тогда деревня Рязанского уезда Рязанской губернии) было учтено 6 дворов, в 1897 — 27.

## Население
Численность населения: 52 человека (1859 год), 196 (1897), 23 в 2002 году (русские 100 %), 22 в 2010.